# Бюст Ренуара
«Бюст Ренуара» (фр. Buste de Renoir), также «Портрет Огюста Ренуара» — статуэтка французского скульптора Аристида Майоля, изображающая одного из основоположников и лидеров импрессионизма Пьера Огюста Ренуара. Скульптура создана в сентябре 1906 года по заказу торговца предметами искусства Амбруаза Воллара в деревне Эссуа (департамент Об), где с 1885 года Ренуар часто работал. В период создания бюста он страдал от артрита, последствия которого были запечатлены на его измождённом, исхудавшем лице. В последний день создания статуэтка разрушилась под собственным весом, после чего Майоль создал второй вариант, по его мнению, сильно уступавший первому. Автор передал на некоторое время оригинал бюста Воллару — для создания бронзовых отливок. Созданные на основе их копии со временем попали в коллекции многих музеев по всему миру.
Бюст, приближённый к натуральной величине, представляет собой одну из немногих работ Майоля, в которой изображён мужчина, и вообще редкий портрет для автора, чьё творчество в основном посвящено воспеванию обобщённой красоты женского тела. Восхищённый искусством Майоля, Ренуар решил также заняться ваянием. Он посвятил этой новой для себя области творчества несколько лет, позднее привлёк к работе скульпторов-помощников.

## История

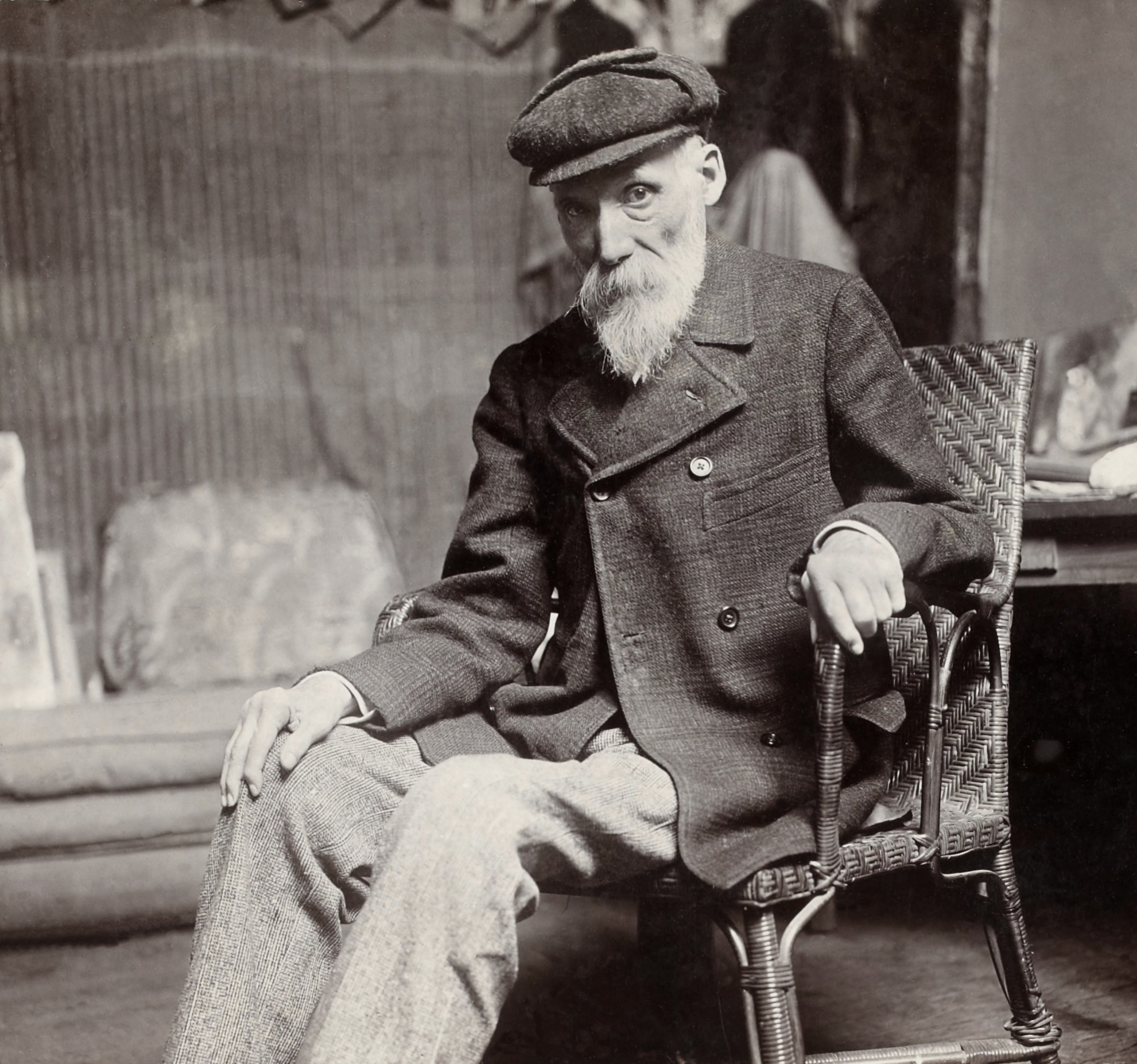
Огюст Ренуар в 1904 году. Фотография Дорнака из серии «Наши современники у себя дома» (Nos contemporains chez eux)

### Предыстория
Основоположник и один из лидеров импрессионизма, Пьер Огюст Ренуар впервые побывал в Эссуа (на родине своей будущей жены Алины Шариго) в 1885 году. С тех пор он часто там работал, а в сентябре 1898 года приобрёл дом, перестроенный им в 1902. Непоседливый характер и необходимость поиски натуры для картин вынуждали его часто менять места жительства. В 1900-е годы он делил свою жизнь и работу между Парижем, Эссуа (чаще всего летом) и Провансом.
Со временем состояние его здоровья значительно ухудшилось, он страдал от полиартрита и ревматизма, но мужественно продолжал заниматься живописью. В начале 1900-х годов он сильно исхудал, и к весне 1904 года весил менее 50 кг. Его пальцы, сильно искалеченные ревматизмом, скрючились; кости рук и ног всё больше теряли гибкость. Со временем он потерял возможность самостоятельно передвигаться (даже на костылях), у него отнялись ноги, из-за чего он много времени стал проводить в инвалидной коляске. Но, благодаря помощи возле мольберта, он смог работать, превозмогая боль, вплоть до своей смерти в 1919 году.

### Создание

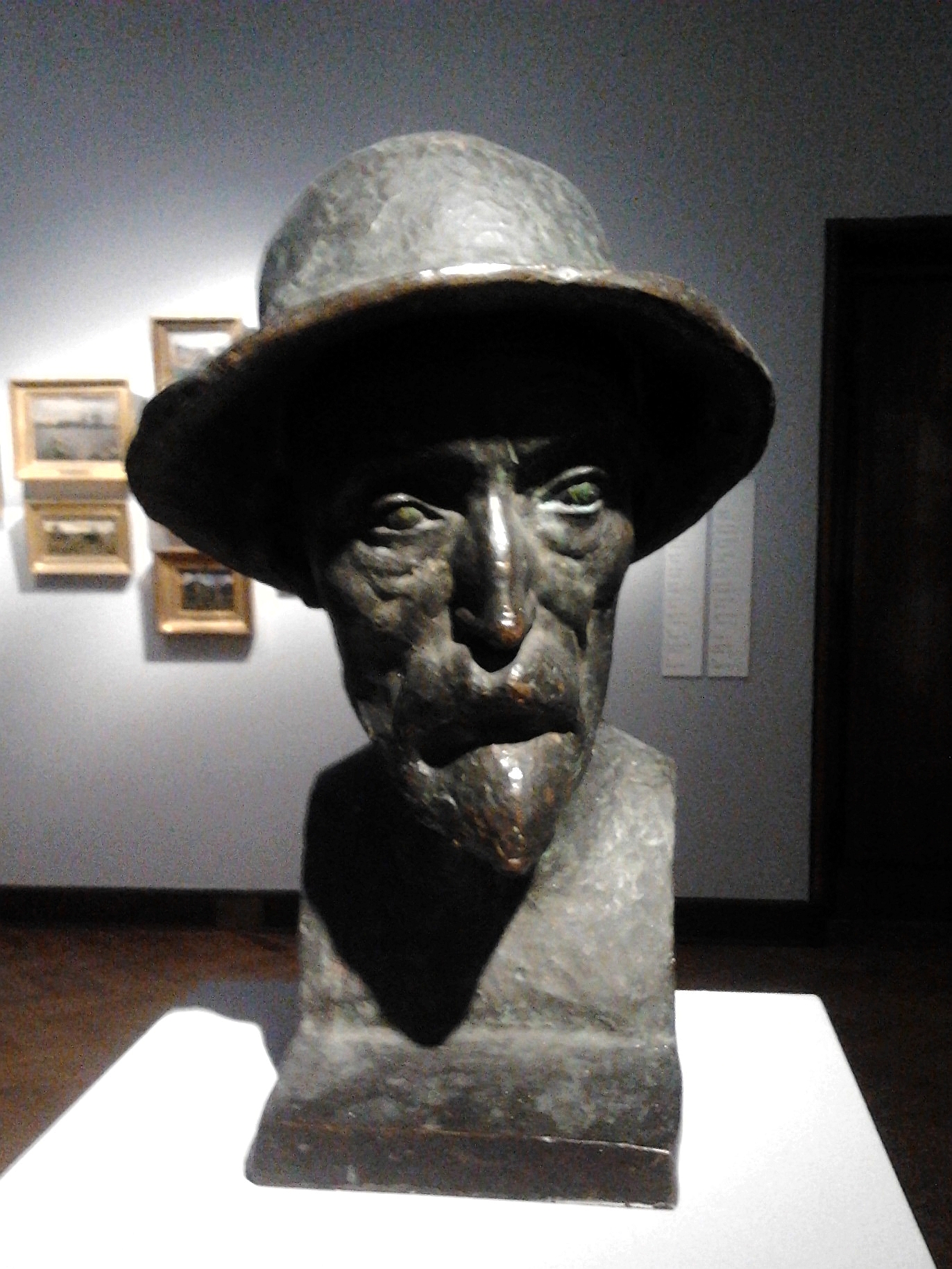
Копия бюста. Национальный музей в Варшаве

В 1906 году по заказу парижского маршана Амбруаза Воллара, занимавшегося продажей картин Ренуара, в Эссуа художника посетил скульптор Аристид Майоль. Как и Ренуар, он был известный «певец» женской красоты. Анри Перрюшо относительно близости их эстетических позиций писал: «Из тяжёлой, но податливой глины руки скульптора лепили одни лишь женские тела, источающие ту же чувственность, что и „обнажённые“ Ренуара». Майоль также был одним из клиентов Воллара, в 1902 году организовавший его первую выставку, сделавшую ему имя в художественных кругах.
Ренуар был знаком со скульптором ранее: он впервые увидел его в мастерской в Марли-ле-Руа (недалеко от Парижа), где тот часто работал. Ренуар вспоминал, что, встретив поклонника эллинского искусства Майоля за работой в саду, он словно «перенёсся в Грецию». Мастера живописи восхитил подход скульптора, который был занят поиском формы, ничего детально не отделывая. В отличие от подражателей античного искусства, работы мастера были очень естественны и оригинальны: «А Майоль ничего не заимствует у древних, он их дитя настолько, что, видя, как „образуется“ его камень, я невольно оглядывался вокруг в поисках оливковых деревьев…».
Предприимчивый Воллар намеревался тиражировать заказанную им статуэтку в многочисленных копиях. Во время работы над скульптурным портретом Майоль находился в Эссуа около десяти дней. По его воспоминаниям, там его принимали очень радушно. Он часто обедал вместе с хозяином, который из-за последствий болезни мог пить только молоко. Майоль очень ценил ремесленные навыки и самостоятельность: для каркаса бюста он лично воспользовался проволокой, которая осталась после строительства садовой беседки, посчитав, что проволока местного жестянщика слишком дорога. Ренуар с энтузиазмом согласился позировать, так как ему было любопытно понаблюдать за работой столь близкого ему по эстетике мастера. Биографы часто указывают на то, что он даже отказался писать картины, хотя скульптор не возражал против этого. Майоль вспоминал, что, несмотря на благожелательное отношение художника, работать над скульптурой было очень тяжело из-за плохого физическое состояния престарелого импрессиониста: «Совершенно невозможное лицо. Больное, изуродованное. В нём не было ничего, один только нос. Приехав и увидев его, я растерялся. Рта нет, одни обвисшие губы. Просто ужас… Ну хоть бороду он сбрил. Да уж, мне пришлось нелегко».
Художник пристально наблюдал за работой Майоля и сказал ему, что от каждого прикосновения «вещь всё больше оживает». 12 сентября 1906 года Ренуар писал Воллару, что доволен ходом работы. Однако первый вариант бюста в последний день неожиданно обвалился под собственным весом. По мнению Перрюшо, это произошло из-за того, что глина была чересчур смочена водой. Барбара Эрлих-Уайт предположила, что разрушился восковой слепок для отливки. Скульптор позже говорил, что Ренуар очень расстроился и переживал даже больше, чем он сам. Майоль сразу же начал новый вариант, «подняв» бюст, но, как он позже заметил, во второй раз у него получилось хуже — «это уже было не то». Также он вспоминал, что оригинал бюста из терракоты передавал Воллару, для создания на его основе слепка для отливок из бронзы. Получившийся слепок торговец растиражировал в виде множества отливок. Копии бюста находятся во многих коллекциях и музеях по всему миру.

### Последующие события

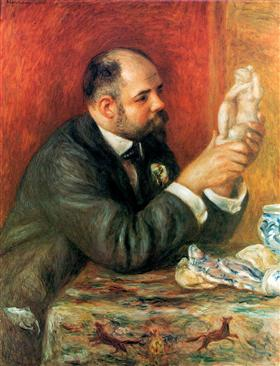
Пьер Огюст Ренуар. «Портрет Амбруаза Воллара», 1908

Между Ренуаром и Майолем сложились дружеские отношения, и они с неизменной доброжелательностью отзывались друг о друге. По воспоминаниям последнего, через несколько лет после создания бюста художник приглашал его погостить к себе в Кань-сюр-Мер (в районе Ниццы), но, из-за начала Первой мировой войны их встреча не произошла. Позже в Кань-сюр-Мер Ренуар написал портрет Воллара, показав его сидящим за столом и внимательно рассматривающим статуэтку Майоля «Скорчившаяся женщина» 1900 года. Процесс создания бюста заинтересовал Ренуара, и он тоже решил заняться скульптурой. По этому поводу Перрюшо заметил: «Будучи живописцем, он, тем не менее, как и Майоль, любил скульптурность формы. В частности, женского тела. Подобно Майолю, он чувствовал рельеф. Вид скульптора за работой глубоко поразил его. Ему захотелось самому работать с материалом — что он и сделал той же осенью, по возвращении в Кань».
В городе он приобрёл усадьбу Коллет (Collettes — «Всхолмья»), бывшую им вкоре обустроенной. В доме находилась мраморная печь, которая, как и ряд других предметов обстановки, была выполнена по рисункам Ренуара. Увидев печь, он загорелся желанием её украсить, и вылепил медальон размером около 20 см, на котором запечатлел профиль своего младшего сына Клода, известного в семье по прозвищу «Коко». Тогда же он вылепил его бюст, после чего на некоторое время отказался от ваяния из-за его «титанической трудности» и вернулся к живописи.
В 1913 году Воллар уговорил Ренуара привлечь на помощь скульптора, работавшего бы под чутким руководством художника. Этим помощником стал ученик Майоля — молодой каталонец Ришар Гвино. Работа началась в Коллете, где Ренуар в саду, при помощи палки и указаний, всячески направлял действия помощника. Обрадованный результатами работы, Огюст говорил Воллару: «Будто на кончике этой палки — моя рука. Для успешной работы нужна дистанция. Когда касаешься глины носом — как тут увидеть, что у тебя вышло?». Первыми работами Ренуара-Гвино были небольшая скульптура «Венера» и более масштабная «Венера победительница» (высота 180 см). Вместе они создали более десяти работ (по оценке Эрлих-Уайт — 14), пока в начале 1918 года Ренуара не обвинил Гвино и Воллара в том, что скульптуры, к созданию которым он не имел никакого отношения, продавались от якобы его имени. Однако этот случай не охладил его стремление к скульптуре, и в конце жизни он стал работать с новым помощником — Луи Морелем.

## Описание
«Бюст Ренуара» является одной из немногих работ Майоля (редко работавшего с моделями и предпочитавшего обобщённые образы) в портретном жанре. Кроме того, это редкая работа автора, чьё творчество связано в основном с обобщёнными, аллегорическими женскими образами, изображавшая мужчину. Бюст Ренуара был выполнен почти в натуральную величину. На голове находится один из неизменных атрибутов его одежды — широкополая белая шляпа из ткани, в которой он любил работать. На вытянутом, исхудавшем лице, изборождённом морщинами, с обвисшими из-за последствий болезни мышцами и отвисшим ртом, выделяется длинный нос и короткая бородка. По наблюдению Натальи Кончаловской, Ренуар изображён на работе Майоля «со впалыми щеками и удивительно широко раскрытыми глазами прорицателя».